# فیگیوالوا
فیگیوالوا ؛ یا رودخانه فیگیو، رودخانه ای دراستان روگالاند، در کشور نروژ است. این رودخانه طولانی‌ترین رودخانه موجود در  منطقه یَرِن است. طول رودخانهٔ فیگیو، به ۲۶٫۴ کیلومتر (۱۶٫۴ مایل) بالغ می‌شود. این رودخانه از دریاچهٔ ادلندسواتنه، در روستای اُلْگوُرد در شهرداری یسدال، آغاز می‌شود. سپس از شمال به سمت شهرداری ساندنس، پیش از تغییر جهت به سمت غرب حرکت می‌کند. در دوره ای از سال، رودخانه فیگیو، مرز بین شهرهای ساندنس و تایم؛ و مرز بین ساندنس و  کلپ را تشکیل می‌دهد.
در آخرین قسمت، رودخانهٔ فیگیو، قبل از تخلیه در دریای شمال از طریق  کلپ، به سمت غرب جاری می‌شود.
فانوس دریایی فیستین فیر، در جزیره ای کوچک، درست در شمال غربی دهانهٔ رودخانه قرار دارد. قسمت اصلی رودخانهٔ فیگیو، ۲۶٫۴ کیلومتر (۱۶٫۴ مایل) است، اما اگر شاخه‌های فرعی نیز محسوب شوند، طول رودخانه تقریباً دو برابر یعنی ۴۵ کیلومتر (۲۸ مایل) خواهد بود.

## ماهیگیری تفریحی
رودخانه فیگیو از روستای فیگیو عبور کرده و در منطقه یَرِن جاری می‌شود. این رودخانه برای ماهیگیری تفریحی و ورزشی محبوب است و یکی از ۱۰ تا ۱۵ رودخانه بزرگ ماهی آزاد در نروژ است.

### صف فروش مجوزهای ماهیگیری کنار رودخانه!
در نواحی اطراف، علاقه زیادی به ماهیگیری در فیگیوالوا وجود دارد و زمین زیادی به صورت مجوز فصلی، بسیار قبل از شروع فصل ماهیگیری، کرایه می‌شود. پیش فروش مجوزهای یک روزه در منطقه، بسیار معمول است. مردم غالباً یک هفته قبل از شروع آغاز فروش کارتهای ۲۴ ساعته، در اول ماه مه، به ساحل رودخانه آمده و چادر زده و در انتظار شروع فروش مجوز، اتراق می‌کنند.
اولین گروه ماهی آزاد در حدود ۱۵ ژوئن، وارد رودخانه فیگیو می‌شود.

## تأمین آب و تولید برق
آب رودخانه فیگیو، با شبکه آبرسانی بین شهری، از قسمت بالای آبشار، مرتبط است. از آب رودخانه فیگیو، برای تأمین آب آشامیدنی اماکن مسکونی، ازجمله، استاوانگر استفاده می‌شود. جریان آب این رودخانه برای تولید برق، از سال ۱۸۷۰ مورد بهره‌برداری واقع شده و در اوایل، شبکه تولید برق مرتبط با رودخانه، توسعه یافته‌است. اما از سال ۱۹۷۳ رودخانه فیگیو، در مقابل ساخت نیروگاه تولید برق، محافظت شده و بسیاری از کارخانه‌های کوچک ساخته شده در حال حاضر بسته شده‌اند.

## یادداشت
1. ↑   به انگلیسی و نروژی:Figgjoelva